# 岸伊一郎
岸 伊一郎（きし いいちろう、1918年〈大正7年〉3月11日 - 1984年〈昭和59年〉11月14日）は、日本の政治家、地主。山形県議会議員（自民党）。山形県最上郡金山町長。山形県土地改良事業団体連合会長。泉田川土地改良区理事長。

## 経歴
山形県最上郡金山町出身。1939年、東京農業大学卒業。金山町長を経て1963年、山形県議会議員に当選。1973年3月23日に山形県議会議長（第9代）に就任し、1975年4月29日に退任する。

## 人物
趣味は読書、釣り。住所は山形県最上郡金山町大字金山。

## 家族
岸家
- 母・イネ（1897年 - ?）[3]
- 妻・みち子（1920年 - ?）[3]
- 長男・伊和男[3]（マリオンクレープ創業者、1944年 - ）